# Rozalija Samojlovna Zemljačka
Rozalija Samojlovna Zalkind, nota come Zemljačka (in russo Розалия Самойловна Залкинд, Землячка?; Kiev, 1º aprile 1876, 20 marzo del calendario giuliano – Mosca, 21 gennaio 1947), è stata una rivoluzionaria e politica russa e sovietica.

## Biografia
Nata a Kiev nella famiglia di un commerciante di origine ebraica, studiò in Francia per poi rientrare in Russia ed aderire al movimento socialdemocratico. Fu membro del Comitato centrale del Partito Operaio Socialdemocratico Russo dal 1903 al 1904. Più volte arrestata, visse in emigrazione dal 1909 al 1914. Ebbe poi numerosi ruoli politici e amministrativi nell'Armata Rossa durante la Guerra civile russa e nel Partito bolscevico, di cui dal 1924 al 1934 fu membro della Commissione centrale di controllo e dal 1939 al 1944 membro del Comitato centrale.
È stata insignita dell'Ordine della Bandiera rossa (1921) e di due Ordini di Lenin (1931 e 1946).